# Mabel Fonseca
Mabel Fonseca Ramírez (ur. 8 maja 1972) – kubańska judoczka i portorykańska zapaśniczka walcząca w stylu wolnym. Olimpijka z Aten 2004, gdzie zajęła piąte miejsce w kategorii 55 kg. Została zdyskwalifikowana po testach antydopingowych i wykryciu stanozololu.
Brązowa medalistka mistrzostw świata w 2002; piąta w 2003. Trzecia na igrzyskach panamerykańskich w 2003 i 2007. Zdobyła pięć medali na mistrzostwach panamerykańskich, złoty w 2001 i 2002. Mistrzyni igrzysk Ameryki Środkowej i Karaibów w 2002, druga w 2006 roku.
W judo wygrała igrzyska panamerykańskie w 1991, mistrzostwa panamerykańskie w 1990, a także igrzyska Ameryki Środkowej i Karaibów w 1990 i 1993 roku.